# Emília Rigová
Emília Rigová (* 1980, Trnava) je slovenská umělkyně, kurátorka, autorka a pedagožka. Žije a pracuje v Banské Bystrici.

## Život a dílo
Rigová se narodila v roce 1980 v Trnavě. V roce 1999 absolvovala Školu uměleckého průmyslu Jozefa Vydry v oboru kamenosochařství, a posléze v roce 2005 dosáhla magisterského titulu na Akademii umění v Banské Bystrici v oboru sochařství. Doktorát z volného výtvarného umění obhájila v roce 2011 na téma Sochárstvo ako metalepsia v digitálnom veku. Je vyučující na Univerzitě Mateje Bela, kde vyučuje sochařství, multimédia a intermédia na katedře výtvarných umění. V roce 2019 zde založila obor Romského umění a kultury.
Využívá možnosti 2D obrazu jako počítačové grafiky s výchozími body v klasickém malířství. Ve své tvorbě snaží se vést dialog s diváky pomocí propojení romského a neromského světa. Zaměřuje se také na otázku vlastní identity, napětí mezi sociálními konstrukty a subjektivně prožívanou realitou. S těmito tématy pracuje prostřednictvím svého alter ega Bári Raklóri vytvořeného v roce 2012.

## Ocenění
- Cena Oskar Čepana 2018[4]
- Cena Roma spirit 2018, v kategorii kultura[5]
- Cena Muzea romské kultury 2020[6]